# Hemiteles subglaber
Hemiteles subglaber är en stekelart som beskrevs av Henry Keith Townes, Jr. 1983. Hemiteles subglaber ingår i släktet Hemiteles och familjen brokparasitsteklar. Utöver nominatformen finns också underarten H. s. russeus.